# Kappa Cygni
Désignations
Kappa Cygni (κ Cyg) est une étoile de la constellation boréale du Cygne. Elle a une magnitude apparente visuelle de 3,8, et est donc assez brillante pour être visible à l'œil nu. Dans la constellation, elle forme l'extrémité de l'aile gauche du Cygne. Le radiant de la faible pluie de météores des Kappa cygnides (en) est situé à environ 5° au nord de l'étoile.
Elle est distante de ∼ 124,2 a.l. (∼ 38,1 pc) du Soleil d'après les mesures de sa parallaxe, et elle se rapproche du Système solaire avec une vitesse radiale de −29 km/s.

## Propriétés
Kappa Cygni est une géante jaune de type spectral G9 III, la classe de luminosité III indiquant qu'elle a consommé l'hydrogène de son cœur et qu'elle est sortie de la séquence principale. Dans son évolution stellaire, elle a même dépassé le stade de la branche des géantes rouges et elle fait partie du red clump, un groupe d'étoiles géantes qui fusionnent l'hélium contenu dans leur noyau en carbone et en oxygène. L'étoile est plus de deux fois plus massive que le Soleil, et son âge est soit d'environ 600 millions d'années, soit autour d'un milliard d'années. Sa luminosité varie légèrement, de seulement 0,01 à 0,02 magnitudes, et elle pourrait être une étoile variable semi-régulière de type SRd, avec une période autour de 79 jours.
Sa taille vaut environ 8,8 fois le rayon du Soleil et elle est environ 45 fois plus lumineuse que le Soleil. Sa température de surface est de 5 056 K, lui donnant la couleur jaune-orange d'une étoile voisine de la transition entre le type G et le type K de la classification stellaire.